# L'affare Donovan
L'affare Donovan (The Donovan Affair) è un film del 1929, diretto da Frank Capra.

## Trama
Le luci si spengono ad una cena dell'alta società ma uno degli invitati viene ucciso, e la polizia indaga insieme all'ispettore Killian e al suo assistente Carney.